# Gare de Basse-Ham
Gare de Basse-Ham vasútállomás Franciaországban, Basse-Ham településen.

## Vasútvonalak
Az állomást az alábbi vasútvonalak érintik:
- Thionville–Trier-vasútvonal

## Kapcsolódó állomások
A vasútállomáshoz az alábbi állomások vannak a legközelebb:
- Gare de Kœnigsmacker
- Gare de Thionville